# Lake Connewarre
Lake Connewarre är en sjö i Australien. Den ligger i delstaten Victoria, omkring 64 kilometer sydväst om delstatshuvudstaden Melbourne. Arean är 8,5 kvadratkilometer. Den sträcker sig 3,9 kilometer i nord-sydlig riktning, och 6,5 kilometer i öst-västlig riktning.
Trakten runt Lake Connewarre består till största delen av jordbruksmark. Runt Lake Connewarre är det ganska tätbefolkat, med 96 invånare per kvadratkilometer. Genomsnittlig årsnederbörd är 939 millimeter. Den regnigaste månaden är juni, med i genomsnitt 128 mm nederbörd, och den torraste är januari, med 44 mm nederbörd.